# Misterele întunericului 2
Misterele întunericului 2 (titlu original Alone in the Dark II) este un film de groază germano-american din 2008 regizat de Peter Scheerer și Michael Roesch și cu Rick Yune, Rachel Specter și Lance Henriksen în rolurile principale. Este o continuare a filmului lui Uwe Boll din 2005 Misterele întunericului, deși are o distribuție complet nouă și o poveste care nu are legătură cu filmul original.
Misterele întunericului 2  a fost filmat în New York și Los Angeles. Se bazează vag pe seria de jocuri video Alone in the Dark produsă de Infograme⁠(d).

## Premisă
Fostul vânător de vrăjitoare Abner Lundberg (Lance Henriksen) este forțat să se întoarcă pentru a se lupta cu vechiul său dușman, o vrăjitoare periculoasă veche de un secol, care umblă din nou după pradă. De data aceasta, Lundberg își unește forțele cu Edward Carnby (Rick Yune) și încearcă să o găsească pe vrăjitoarea periculoasă Elisabeth Dexter (Allison Lange).

## Distribuție
- Rick Yune  - Edward Carnby
- Rachel Specter - Natalie
- Lance Henriksen - Abner Lundberg
- Bill Moseley -  Dexter
- Ralf Möller - Boyle
- Danny Trejo - Perry
- Zack Ward - Xavier
- Natassia Malthe - Turner
- Jason Connery - Parker
- Michael Paré - Willson
- P. J. Soles - Martha
- Brooklyn Sudano - Sinclair
- Allison Lange - Elizabeth Dexter / Witch
- Peter Looney -  Ward Dexter
- Lisette Bross - Old Witch
- Louise Griffiths - Witch Voice (voce)

## Lansare și recepție
Filmul a fost lansat în Germania la 25 septembrie 2008, în Regatul Unit la 27 iulie 2009  și în Statele Unite la 26 ianuarie 2010.  O versiune americană pe Blu-ray este vândută exclusiv de Best Buy.
Într-o recenzie a filmului pentru IGN, R. L. Shaffer a scris: „(Filmul lui Uwe Boll) Misterele întunericului nu a necesitat o continuare. Criticii au urât filmul. Fanii au urât filmul... Din fericire, însă, Misterele întunericului 2 este cu adevărat un film mult mai bun decât primul. Aduce un fel de lumină tactilă asupra acțiunii, iar decorul este mult mai limitat în ceea ce privește designul de producție, dar tonul este puțin mai în concordanță cu ideile francizei jocului... Considerați Misterele întunericului 2 mai mult ca o repornire decât o continuare și merge OK.”
Criticul YouTube Jim Sterling a revizuit filmul împreună cu Conrad Zimmerman pe podcast-ul lor, remarcând că filmul a fost suficient de groaznic încât este greu de crezut că ar mai putea exista filme mai rele.